# Aloma Rodríguez
Aloma Rodríguez Gascón es una traductora y escritora zaragozana. Participa en varios medios, como en Letras Libres o Radio 3 Ha recibido el "Premio de Narrativa de la Universidad de Zaragoza" de 2016y "Nuevo Talento de Fnac de Literatura" de 2013. Es hermana de Daniel Gascón e hija de Antón Castro, también escritores.

## Obra
- París tres (Xordica, 2007)
- Jóvenes y guapos (Xordica, 2010)
- Solo si te mueves (Xordica, 2013)
- Los idiotas prefieren la montaña (La navaja suiza, 2016), un homenaje a Sergio Algora[4]
- Siempre quiero ser lo que no soy (Milenio, 2021)
- Puro glamour (La navaja suiza, 2023)